# 新律綱領

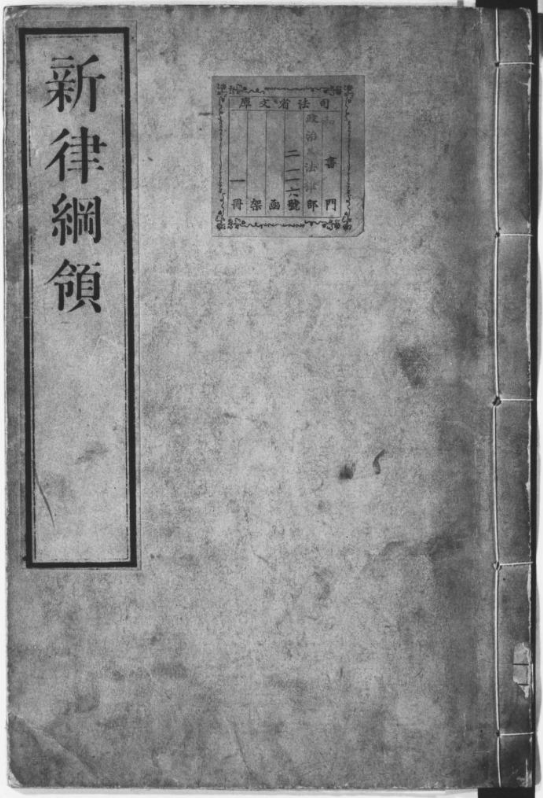
新律綱領表紙

新律綱領（しんりつこうりょう）は明治政府のもとで頒布された最初の刑法典。1871年2月（明治3年12月）に発布され、1873年の改定律例により内容補充と体系整理が行われた後、1882年（明治15年）の旧刑法施行により廃止された。

## 概要
明治維新により立ち上がった明治政府のもと、それまでの仮刑律に代わり1870年12月に発布された「新律綱領」は、全6巻8図14律192条からなる刑法典である。
明清律をもとにして1870年11月2日（旧暦10月9日）に「新律提綱」が成り、のち「新律綱領」と改称され、旧暦12月20日に頒布の上諭がでた。江戸幕府の公事方御定書や中国の大明律・大清律を参考に、当時の刑部大輔だった佐々木高行のもと、法制官僚の水本成美、鶴田皓、村田保、長野文炳らによって作成された。正刑として五刑（笞罪・杖罪・徒罪・流罪・死罪）が規定され、華族や士族に対して閏刑（生刑に代えて課せられる寛大な刑）を採用していたほか、類推適用や遡及効を認めるなど、罪刑法定主義に則らない前代的な刑法典であった。仮刑律は準則のため刑法官部内のみで共有されたが、新律綱領は府藩県に頒布され、翌年には書籍としての印刷販売が許可されたため、国民が広くその内容を知ることができた。
1873年6月13日に「改定律例」が頒布、7月10日に実施された際には前年に成立した懲役法に則り、五刑のうち笞罪、杖罪が懲役に置き換えられた。1876年6月10日、改定律例第318条が改正され（太政官布告）、断罪は証拠によることが規定された。新律綱領および改定律例は1882年の旧刑法施行まで効力を発揮していた。

## 歴史
1868年、江戸幕府の大政奉還を受けて誕生した明治政府は五箇条の御誓文を示し、五榜の掲示を行った。体系的な法律を即座に制定し公布することが難しかった明治政府は同年10月に行政官の布達を行い、刑罰について旧幕府・藩の刑法を適用する旨を明らかにした。そして同時に、以下の特筆すべき罪罰について言及し、内容が変更となる旨が通達された。
- 磔刑については君夫殺害の大罪に限り適用する。
- 強盗殺人および放火は梟首とする。
- 追放所払は徒刑に換える。
- 流刑は蝦夷地（北海道）に限る。
- 盗みは100両以下であれば死罪を免れる。
- 死刑については天皇の裁断を仰ぐ。

個別具体的な内容については公布はされず、124の条目から成る仮刑律として運用された。しかしながら近代化を推し進めたい明治政府としては旧態依然とした仮刑律からの脱却を加速させるべく、1869年10月7日、刑部省に対し新律の編纂を命じた。編纂は水本成美、鶴田皓、村田保、長野文炳らが担当し、新律綱領と命名された。1870年1月20日、太政官により新律綱領の公布が予告され、同年12月27日に全国頒布された。
1872年に江藤新平が司法卿に就任するとフランスから法典の研究・翻訳がさかんに行われるようになり、1873年6月13日に司法省より新律綱領を補足・修正する改定律例が頒布され（実施は7月10日）、内容も条文形式が採用されるなどフランスの刑法の影響が見えるようになった。改定律例制定後も大木喬任のもとでギュスターヴ・エミール・ボアソナード、名村泰蔵、鶴田皓、山田顕義らによって刑法典の編纂は続けられ、1880年7月17日にフランス刑法を範とした近代的刑法典である旧刑法が布告されるに至った（1882年1月1日施行）。これに伴い新律綱領は1882年に旧刑法の施行により廃止とされ、その役目を終えた。

## 内容
新律綱領は名例律上13条、名例律下27条、職制律15条、戸婚律11条、賊盗律22条、人命律上10条、人命律下16条、闘殴律14条、罵詈律5条、訴訟律8条、受贓律10条、詐偽律9条、犯姦律5条、雑犯律10条、捕亡律6条、断獄律11条の合計14律192条が全6巻に編纂されている。
内容として、名例律で刑罰の執行方法について規定しその他の律で個別具体的な場合について罰則規定を設けた。刑罰は五刑（笞罪・杖罪・徒罪・流罪・死罪）および閏刑を設け、身分による刑罰執行方法を区別している。士族の閏刑（同様の閏刑は、明治4年6月27日の官吏、僧侶が戒律を破る甚しき場合でない犯罪で流刑以下の刑罰が科せられた場合）において、笞罪を謹慎、杖罪を閉門、徒罪を禁錮、流罪を辺境地守備役（明治4年6月27日以降は禁錮刑へ換刑）、死罪を自裁（切腹）で代替できるとした。死罪については絞首刑および斬首刑を基本とし、梟首の制度が一部残存した。職制律では官を中心とした刑罰が規定され、公文書の破損や棄却、誤字などの罰則、離職についての規定などが盛り込まれている。
全体としては家制度が色濃く残された規定が多く制定されており、人命律において家族（祖父母、父母、姑、兄姉など）の殺害は須く死刑とされていたり、闘殴律において妻が夫を殴り、大病に至らしめた場合は死罪、その逆は無罪といった内容が規定され、罵詈律では職階や家族関係などにおいて下の者が上の者を罵った場合についての罰則が規定されている。訴訟律においても子、孫、妻、妾などが親や夫を告訴する場合は造反とされ、処罰の対象となっている。
また、仮刑律で存在していた復讐規定は1870年に禁止が決定され、新律綱領からは削除された。